# Östra Strö
För andra betydelser, se Östra Strö (olika betydelser).
Östra Strö är kyrkby i Östra Strö socken i Eslövs kommun i Skåne län.
Östra Strö kyrka ligger här.
Byn har en genuin bykänsla där avstyckade lantbruk ligger sida vid sida med småhus. Kyrkan, Östra Strö skola och förskolan Änglagård ligger alla mitt i byn.
Östra Strö fälad är en 16 hektar stor naturbetesmark norr om byn. Området är välbetat och sedan länge ogödslat. Det har en intressant flora med bland annat kattfot, backtimjan, vårstarr, slåttergubbe och smörbollar samt backsippa och Sankt Pers nycklar.
Skoltorget är en öppen plats framför skolhuset. Här samlades förr byamännen till överläggningar, sittande på tre stora stenar, som ännu ligger kvar. Skolhuset, som är byggt 1812, är ett av de äldsta i bruk varande folkskolehusen i Sverige.

## Namnet
Ortnamnet Strö kommer från det fornsvenska ordet stra, vilket betydde såväl "strå" som "strö". Namnet har bland annat skrivits Stroy. 1428 har formen Daberströö noterats, vilket syftar på att orten låg i Frosta härad som på denna tid benämndes Daprae härad.